# بورغ
بورغ (بالإنجليزية: Borgue, Dumfries and Galloway)‏ قرية تقع إدارياً ضمن دومفريز وغالاوي ‏ في المملكة المتحدة.

## أعلام
- روبن غراي